# 마이크로소프트 서피스
마이크로소프트 서피스(영어: Microsoft Surface)는 마이크로소프트의 하드웨어 브랜드이다. 서피스 브랜드 대부분의 제품은 2 in 1 PC이지만 서피스 허브같은 설치형 디스플레이 단말이나 서피스 북처럼 노트북에 가까운 제품도 내는 등 다양한 유형의 제품군이 서피스 브랜드로 출시되고 있다. 서피스 브랜드를 사용한 휴대폰이나 일체형 PC 등이 출시된다는 루머도 지속적으로 보고된다.

## 특징
서피스 시리즈의 모든 태블릿은 키보드를 본체에서 분리할 수 있고 뒤에 본체를 세워놓기 위한 목적의 힌지(영어: hinge)가 달려 있다. 이전에 나왔던 에이수스 비보 탭 등의 2 in 1 PC는 접이식 케이스 등이 아닌 본체에 부착한 이러한 장치를 거의 찾을 수 없었다. '클램셸'(영어: clamshell)이라고 불리는 덮개식 노트북이 키보드로 본체를 지지할 수 있는 것과 달리 서피스는 부착할 수 있는 키보드를 얇고 가볍게 만들고 대신 본체에 힌지를 부착해 손으로 들어서 사용하는 것 뿐 아니라 무릎이나 책상 위에서도 사용할 수 있도록 했다.
서피스를 제외한 서피스 프로 이후의 모든 제품들은 디스플레이에서 사용할 수 있는 스타일러스를 포함하고 있다. 서피스 프로 2까지 와콤 사의 스타일러스를 사용했으며, 서피스 프로 3부터는 이스라엘의 스타일러스 기업 엔트리그(영어: N-trig)의 기술을 이용한 펜을 사용한다. 2015년 2월 15일 마이크로소프트가 엔트리그를 인수하면서 서피스 시리즈에 자사의 펜을 탑재할 것으로 예상된다.
서피스 2부터 서피스 북까지 뒷면의 소재로 은색 마그네슘을 사용한 것도 특징이다.

### 키보드 액세서리
서피스의 키보드는 모두 본체와 별도로 판매되고 있다. 타이핑 커버, 터치 커버 등 다양한 종류가 있다. 모든 시리즈는 본체와 자석을 이용해 탈부착하게 되어 있으며 별도의 잠금장치는 없다.

## 제품 목록

### 서피스 시리즈
서피스 1과 서피스 2에서는 ARM 아키텍처 기반의 모바일 용 프로세서와 윈도우 RT 운영체제를 사용했고, 기존의 Win32 api를 사용하는 네이티브 윈도우 프로그램들을 사용할 수 없고 윈도우 8 이후에 만들어진 윈도우 런타임 애플리케이션만을 사용해야 했다. 서피스 프로 3가 출시되기 전까지 서피스 시리즈의 판매량은 매우 낮아서 2013년 서피스 RT의 가격을 내리기 위해 집행한 예산이 서피스 시리즈 전체의 매출보다 낮을 정도였다.
서피스 프로 3가 이전보다 나은 판매 성적을 보이고 또한 윈도우 8.1 RT와 윈도우 8.1 2개의 제품 라인업을 윈도우 10에서 다시 하나로 줄였기 때문에 서피스 3는 x86-64 기반의 인텔 프로세서를 사용하게 되었고 Win32 기반 프로그램들도 사용할 수 있게 되었다.

### 서피스 프로 시리즈
서피스 프로 시리즈는 서피스 시리즈보다 더 큰 화면과 키보드를 갖고 있다.

### 서피스 듀오 시리즈
서피스 듀오 시리즈는 마이크로소프트의 안드로이드 스마트폰 시리즈이다.

### 서피스 북
서피스 북은 기존의 2 in 1 태블릿 제품들과 달리 힌지가 없고 키보드로 디스플레이를 지탱하는 보다 노트북에 가까운 형태의 제품이다. 키보드와 디스플레이의 접합부는 여러 마디로 연결되어 접고 펴는 것이 가능하며, 마이크로소프트는 이를 '다이나믹 풀크럼 힌지'라고 부르고 있다.
얇은 두께를 유지하기 위해 본체에 그래픽 카드를 내장하는 것이 불가능했던 서피스 프로 시리즈와 서피스 시리즈와는 달리 서피스 북은 키보드 부분에 VGA를 수납했다. 그러면서도 프로세서는 디스플레이 부분에 넣고 키보드를 분리할 수 있도록 했다.

### 서피스 허브
서피스 허브는 윈도우 운영체제를 탑재한 대형 터치 디바이스 단말이다. 내장 카메라와 스카이프를 이용해 화상 회의를 할 수 있도록 개발되었다.

## 역사
2012년 6월 18일 LA에서 스티브 발머가 서피스 1세대를 발표했다.

## 같이 보기
- 마이크로소프트 루미아